# Toshiyuki Kobayashi
Pour les articles homonymes, voir Kobayashi.
 (mars 2025).
La mise en forme du texte ne suit pas les recommandations de Wikipédia : il faut le « wikifier ».
Les points d'amélioration suivants sont les cas les plus fréquents. Le détail des points à revoir est peut-être précisé sur la page de discussion.
- Les titres sont pré-formatés par le logiciel. Ils ne sont ni en capitales, ni en gras.
- Le texte ne doit pas être écrit en capitales (les noms de famille non plus), ni en gras, ni en italique, ni en « petit »…
- Le gras n'est utilisé que pour surligner le titre de l'article dans l'introduction, une seule fois.
- L'italique est rarement utilisé : mots en langue étrangère, titres d'œuvres, noms de bateaux, etc.
- Les citations ne sont pas en italique mais en corps de texte normal. Elles sont entourées par des guillemets français : « et ».
- Les listes à puces sont à éviter, des paragraphes rédigés étant largement préférés. Les tableaux sont à réserver à la présentation de données structurées (résultats, etc.).
- Les appels de note de bas de page (petits chiffres en exposant, introduits par l'outil «  Source ») sont à placer entre la fin de phrase et le point final[comme ça].
- Les liens internes (vers d'autres articles de Wikipédia) sont à choisir avec parcimonie. Créez des liens vers des articles approfondissant le sujet. Les termes génériques sans rapport avec le sujet sont à éviter, ainsi que les répétitions de liens vers un même terme.
- Les liens externes sont à placer uniquement dans une section « Liens externes », à la fin de l'article. Ces liens sont à choisir avec parcimonie suivant les règles définies. Si un lien sert de source à l'article, son insertion dans le texte est à faire par les notes de bas de page.
- La présentation des références doit suivre les conventions bibliographiques. Il est recommandé d'utiliser les modèles {{Ouvrage}}, {{Chapitre}}, {{Article}}, {{Lien web}} et/ou {{Bibliographie}}. Le mode d'édition visuel peut mettre en forme automatiquement les références.
- Insérer une infobox (cadre d'informations à droite) n'est pas obligatoire pour parachever la mise en page.

Pour une aide détaillée, merci de consulter Aide:Wikification.
Si vous pensez que ces points ont été résolus, vous pouvez retirer ce bandeau et améliorer la mise en forme d'un autre article.
Toshiyuki Kobayashi (小林 俊行, Kobayashi Toshiyuki) est un mathématicien japonais connu pour ses travaux originaux dans le domaine de la théorie de Lie, en particulier pour la théorie des groupes discontinus (réseaux dans les groupes de Lie) et l'application de l'analyse géométrique à la théorie des représentations. Il a été un contributeur majeur à la théorie des groupes discontinus pour les espaces homogènes non riemanniennes et à la théorie de la brisure de symétrie discrète en théorie des représentations unitaires.
Il est membre du Conseil scientifique du Japon depuis 2006, a siégé au Conseil d'administration de la Société mathématique du Japon (2003-2007), a été rédacteur en chef du Journal de la Société mathématique du Japon (2002-2006) et est actuellement rédacteur en chef du Japanese Journal of Mathematics depuis 2006.

## Carrière universitaire
- Doctorat en sciences, 1990, Université de Tokyo
- Professeur adjoint, 1987-1991, professeur associé, 1991-2001, Université de Tokyo
- Professeur associé, 2001–2003, RIMS, Université de Kyoto
- Professeur titulaire, 2003–2007, RIMS, Université de Kyoto
- Professeur titulaire, 2007-, Université de Tokyo
- Chercheur principal, 2011-2022, Kavli Institute for the Physics and Mathematics of the Universe (IPMU)
- Le Laboratoire Franco-Japonais de Mathématiques et de leurs Interactions (FJ-LMI),  codirecteur depuis 2023[2]

Il a occupé de nombreux postes invités, notamment à l'Institute for Advanced Study de Princeton, États-Unis (1991-1992), à l'Institut Mittag-Leffler , Suède (1995-1996), à l'Université de Paris, à l'Université de Paris VI, France (1999), à l'université Harvard, États-Unis (2000-2001, 2008), à l'Université de Paris VII, France (2003) et au Max-Planck-Institut für Mathematik à Bonn, Allemagne (2007).

## Prix et distinctions
- 1997 - Prix Takebe, Société mathématique du Japon
- 1999 - Prix du printemps, Société mathématique du Japon
- 2006 - Prix scientifique d'Osaka
- 2006/2007 - Maître de conférences distingué Sackler
- 2007 - Prix JSPS, Société japonaise pour la promotion de la science
- 2008 - Le Prix Humboldt
- 2011 - Prix Inoue pour la science
- 2014 - Médaille avec ruban pourpre, Japon
- 2015 - Prix du meilleur article du JMSJ
- 2017 - Fellow de l'American Mathematical Society[3]
- 2022 - Doctorat Honoris Causa, l'université de Reims Champagne-Ardenne

Membre de la promotion 2017 de l' American Mathematical Society pour ses contributions à la théorie de la structure et de la représentation des groupes de Lie réductifs.

## Publications choisies
Articles de revues
- Toshiyuki Kobayashi, « Discrete decomposability of the restriction of Aq(λ) with respect to reductive subgroups and its applications », Invent. Math., vol. 117,‎ 1994, p. 181–205 (DOI 10.1007/BF01232239, Bibcode 1994InMat.117..181K, S2CID 123460402)
- Toshiyuki Kobayashi, « Discrete decomposability of the restriction of Aq(λ) with respect to reductive subgroups II - micro-local analysis and asymptotic K-support », Annals of Mathematics, vol. 147, no 3,‎ 1998, p. 709–729 (DOI 10.2307/120963, JSTOR 120963, MR 1637667)
- Toshiyuki Kobayashi, « Discrete decomposability of the restriction of Aq(λ) with respect to reductive subgroups III - restriction of Harish-Chandra modules and associated varieties », Invent. Math., vol. 131,‎ 1998, p. 229–256 (DOI 10.1007/s002220050203, S2CID 118127269)

Livres
- T. Kobayashi, Singular unitary representations and discrete series for indefinite Stiefel manifolds U(p,q;F)/U(p-m,q;F), Memoirs of AMS, 1992 (ISBN 0-8218-2524-0)

- Kobayashi, T. Discontinuous groups for non-Riemannian homogeneous spaces. In: B. Engquist and W. Schmid, editors, Mathematics Unlimited - 2001 and Beyond, pages 723-747. Springer-Verlag, 2001.  (ISBN 3-540-66913-2).
- T. Kobayashi et G. Mano, The Schrödinger model for the minimal representation of the indefinite orthogonal group O(p, q), Memoirs of AMS, 2011 (ISBN 978-0-8218-4757-2)

- T. Kobayashi et B. Speh, Symmetry breaking for representations of rank one orthogonal groups, Memoirs of AMS, 2015 (ISBN 978-1-4704-1922-6)

- Conformal Symmetry Breaking Operators for Differential Forms on Spheress, Springer. Lecture Notes in Mathematics vol.2170, 2016 (ISBN 978-981-10-2656-0)

- Spectral Analysis on Standard Locally Homogeneous Spaces, Springer. Lecture Notes in Mathematics vol.2367, 2025 (ISBN 978-981-96-1959-7)